# فرانكلين نيلسون
فرانكلين نيلسون (بالإنجليزية: Franklin Nelson)‏ هو متزلج فني أمريكي، ولد في 1933.